# Komplizenschaft
Komplizenschaft (lat. cum plectere = eng miteinander verflochten) heißt Mittäterschaft und ist im Strafrecht definiert als Dreischritt von Entschlussfassung, Planung und Durchführung einer kriminellen Tat. Durchläuft eine Gruppe diese drei Schritte miteinander, wird sie der Komplizenschaft, auf die eine relativ hohe Strafe verhängt wird, schuldig gesprochen. Komplizenschaft lässt sich rechtlich von Gehilfenschaft, Anstiftung oder Nebentäterschaft unterscheiden, denn in allen drei Formen ist die Intensität der Zusammenarbeit lockerer.
Als reale klassische Komplizenfälle werden beispielsweise The Great Train Robbery (1963), der Zürcher Bankraub (1997) oder der große Diamantenraub in Antwerpen (2003) bewertet. In allen drei Fällen wurden die Täter überführt, aber ein Teil der Beute ist bis heute verschollen. In den Medien gelten die Filme Bonnie & Clyde von Arthur Penn (1967), Komplizinnen von Margit Czenki (1987) oder der Roman Die Komplizen von Georges Simenon (1956) als Klassiker der Komplizenschaft.
Der Begriff ist in der deutschen Sprache negativ konnotiert und wird fast ausschließlich im kriminellen Kontext verwendet. Die Kulturtheoretikerin Gesa Ziemer hat den Begriff der Komplizenschaft als eine produktive Arbeitsform umgedeutet, die in neuen Arbeitswelten, im Alltag und in Bezug auf neue Formen künstlerischer Autorschaft verwendet wird. In ihrem Sinne ist Komplizenschaft eine kollektive Praxis, durch welche eine kleine Gruppe legal – meist in kreativen Umgebungen – interessengesteuert und temporär ein Ziel verfolgt und durchsetzt. Komplizenschaft unterscheidet sich organisationstheoretisch von anderen Kollektivierungsformen wie Teamwork, Allianz, Netzwerk oder Mafiastrukturen.

## Medien
- Gesa Ziemer; Barbara Weber (2007): Komplizenschaft, Zürich. (Film 30 Min.)